# Isothecium cymbifolium
Isothecium cymbifolium là một loài rêu trong họ Brachytheciaceae. Loài này được Lindb. mô tả khoa học đầu tiên năm 1872.